# Бунгурское сельское поселение
Бунгурское сельское поселение — упразднённое муниципальное образование в составе Новокузнецкого района Кемеровской области. Административный центр — село Бунгур.

## Административное деление
На территории поселения находятся 11 населённых пунктов — 8 посёлков, 1 село и 2 деревни.

## Население
Населённые пункты:
- Бунгур, село — административный центр
- Глуховка, деревня
- Загорский, посёлок
- Ивановка, посёлок
- Мир, посёлок
- Подгорный, посёлок
- Рассвет, посёлок
- Шарап, деревня
- Южный, посёлок
- 75-й Пикет, посёлок
- 360 км, посёлок